# Fall from Grace (Death Angel)
Fall from Grace è un album dal vivo del gruppo thrash metal statunitense Death Angel, pubblicato nel 1990.

## Tracce
1. Evil Priest – 5:46
2. Why You Do This – 6:05
3. Mistress of Pain – 4:26
4. Road Mutants – 4:01
5. Voracious Souls – 6:28
6. Confused – 7:00
7. Bored – 3:28
8. Kill as One – 6:28
9. Guilty of Innocence – 4:36
10. Shores of Sin – 5:12
11. Final Death – 7:00